# Coppa Italia di beach soccer
La Coppa Italia di beach soccer è un trofeo nazionale organizzato annualmente dalla FIGC - LND.
È stata istituita nel 2004, anno ufficiale di nascita del beach soccer nella struttura della FIGC. Dal 2007 la Coppa Italia viene assegnata con un torneo che mette di fronte tutti i club iscritti alla FIGC - LND, in programma solitamente come primo evento stagionale. 
La vincitrice della Coppa Italia affronta poi l'anno successivo la vincitrice del campionato di Serie A per aggiudicarsi la Supercoppa di Lega, secondo lo schema già previsto nel calcio.
La squadra più titolata della competizione è il Catania, che ha conquistato il trofeo per 6 volte.

## Albo d'oro

### Edizioni non ufficiali
- 2000 – Catanzaro
- 2001 – Catanzaro
- 2002 – Catanzaro
- 2003 – Terracina

### Edizioni ufficiali organizzate dalla FIGC-Lega Nazionale Dilettanti
| Edizione | Vincitore (volta)      | Risultato           | Finalista                    | Data             | Sede                     | Note             |
| -------- | ---------------------- | ------------------- | ---------------------------- | ---------------- | ------------------------ | ---------------- |
| 2004     | Catania (1)            | 4-1                 | Panarea Catanzaro            | 8 agosto 2004    | Vasto                    | [ 2 ]            |
| 2005     | Catania (2)            | 7-6                 | Terracina                    | 23 luglio 2005   | Vasto                    | [ 3 ]            |
| 2006     | Milano (1)             | 7-6 (dts)           | Catania                      | 16 luglio 2006   | Vasto                    | [ 4 ]            |
| 2007     | Milano (2)             | 5-2                 | Cavalieri del Mare Viareggio | 17 giugno 2007   | Termoli                  | [ 5 ]            |
| 2008     | Lignano Sabbiadoro (1) | 4-3                 | Milano                       | 8 giugno 2008    | Vasto                    | [ 6 ]            |
| 2009     | Milano (3)             | 9-9 (dts) (1-0 dtr) | Cavalieri del Mare Viareggio | 31 maggio 2009   | Terracina                | [ 7 ]            |
| 2010     | Milano (4)             | 5-3                 | Bibione                      | 13 giugno 2010   | Roma                     | [ 8 ]            |
| 2011     | Terracina (1)          | 5-2                 | Catania                      | 3 luglio 2011    | Nettuno                  | [ 9 ]            |
| 2012     | Viareggio (1)          | 8-7                 | Catania                      | 3 giugno 2012    | Viareggio                | [ 10 ]           |
| 2013     | Sambenedettese (1)     | 6-4                 | Catania                      | 2 giugno 2013    | Viareggio                | [ 11 ]           |
| 2014     | Terracina (2)          | 2-2 (dts) (1-0 dtr) | Catania                      | 1º giugno 2014   | San Benedetto del Tronto | [ 12 ]           |
| 2015     | Terracina (3)          | 6-3                 | Catania                      | 31 maggio 2015   | Terracina                | [ 13 ]           |
| 2016     | Viareggio (2)          | 7-6 (dts)           | Sambenedettese               | 5 giugno 2016    | Catania                  | [ 14 ]           |
| 2017     | Sambenedettese (2)     | 6-4                 | Viareggio                    | 11 giugno 2017   | Terracina                | [ 15 ]           |
| 2018     | Catania (3)            | 6-4                 | Terracina                    | 8 luglio 2018    | Viareggio                | [ 16 ]           |
| 2019     | Catania (4)            | 5-3 (dts)           | Terracina                    | 26 maggio 2019   | Alghero                  | [ 17 ]           |
| 2020     | Evento Annullato       | Evento Annullato    | Evento Annullato             | Evento Annullato | Evento Annullato         | Evento Annullato |
| 2021     | Catania (5)            | 3-3 (dts) (2-0 dtr) | Pisa                         | 1º agosto 2021   | Mugnano di Napoli        | [ 19 ]           |
| 2022     | Pisa (1)               | 6-3                 | Catania                      | 24 luglio 2022   | Lignano Sabbiadoro       | [ 20 ]           |
| 2023     | Catania (6)            | 3-1                 | Pisa                         | 11 giugno 2023   | Vasto                    | [ 21 ]           |
| 2024     | Catania FC (1)         | 5-4 (dts)           | Catania                      | 30 giugno 2024   | Messina                  | [ 22 ]           |
| 2025     | Napoli (1)             | 6-3                 | Viareggio                    | 29 giugno 2025   | San Benedetto del Tronto | [ 23 ]           |

### Titoli per squadra
| Squadra                      | Vittorie | Anni vittorie                      | Perse | Anni perse                                     |
| ---------------------------- | -------- | ---------------------------------- | ----- | ---------------------------------------------- |
| Catania                      | 6        | 2004, 2005, 2018, 2019, 2021, 2023 | 8     | 2006, 2011, 2012, 2013, 2014, 2015, 2022, 2024 |
| Milano                       | 4        | 2006, 2007, 2009, 2010             | 1     | 2008                                           |
| Terracina                    | 3        | 2011, 2014, 2015                   | 3     | 2015, 2018, 2019                               |
| Viareggio                    | 2        | 2012, 2016                         | 2     | 2017, 2025                                     |
| Sambenedettese               | 2        | 2013, 2017                         | 1     | 2016                                           |
| Lignano Sabbiadoro           | 1        | 2008                               | -     | -                                              |
| Pisa                         | 1        | 2022                               | 2     | 2021, 2023                                     |
| Catania FC                   | 1        | 2024                               | -     | -                                              |
| Napoli                       | 1        | 2025                               | -     | -                                              |
| Cavalieri del Mare Viareggio | -        | -                                  | 2     | 2007, 2009                                     |
| Bibione                      | -        | -                                  | 1     | 2010                                           |
| Catanzaro (Panarea)          | -        | -                                  | 1     | 2004                                           |